# Amrit Mahal
Pour les articles homonymes, voir Mahal (homonymie).
L'Amrit mahal est une race bovine indienne.

## Origine
Elle appartient à la sous-espèce zébu de Bos taurus. 
Amrit mahal signifie « département du lait ». Autrefois, l'État de Mysore entretenait un troupeau dans une sorte de haras. Les vaches fournissaient du lait à la cour et les taureaux étaient utilisés pour la guerre et le traction de chariots. Au XIXe siècle, ce troupeau a été vendu et rapidement regretté avec le manque de lait. Il a été reconstitué à partir de la race Hallikar et de races voisines.

## Morphologie
Elle porte une robe grise nuancée, allant du presque blanc au presque noir. Leur tête fine et allongée est un bon critère de reconnaissance, avec les cornes rapprochées et orientées vers l'arrière. 
C'est une race de taille moyenne est d'apparence musclée.

## Aptitudes

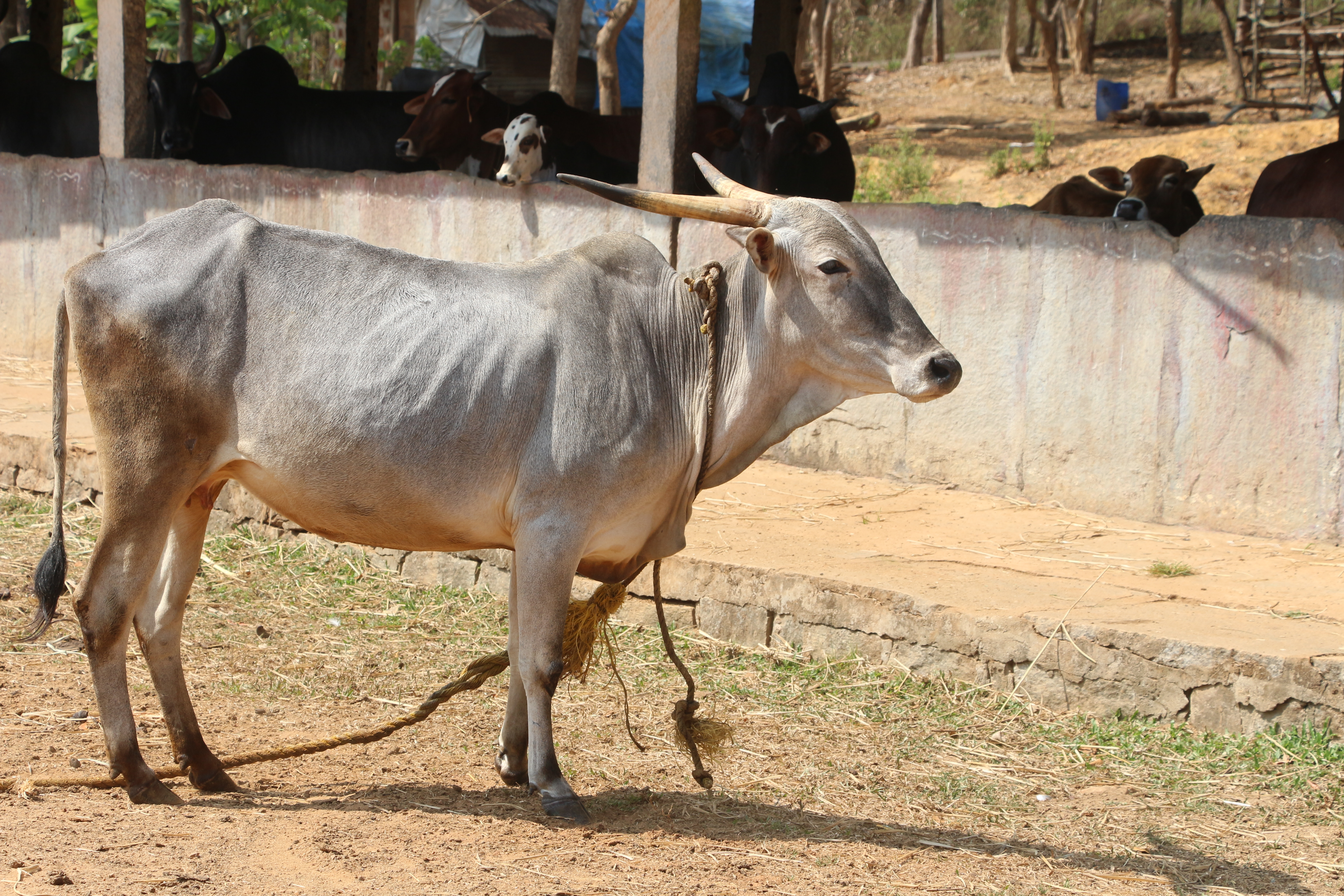
Vache Amrit Mahal.

L'usage essentiel est la traction. L'élevage des mères sans intervention humaine régulière rend les veaux presque sauvages. Ils sont très difficiles à dresser et peuvent être dangereux. Cependant, une fois domestiqués, leur vitesse et leur endurance sont appréciés. La production laitière est anecdotique.